# Campionati italiani di triathlon del 1995
I Campionati italiani di triathlon del 1995 (VII edizione) sono stati organizzati dalla Federazione Italiana Triathlon e si sono tenuti a Lavarone in Trentino-Alto Adige, in data 24 giugno 1995.
Tra gli uomini ha vinto Fabrizio Ferraresi (Triathlon Team Arona), mentre la gara femminile è andata a Silvia Riccò (Galileo Triathlon).

## Risultati

### Élite uomini
| Pos. | Atleta                | Società sportiva           | Corsa    | Bici     | Corsa    | Totale   |
| ---- | --------------------- | -------------------------- | -------- | -------- | -------- | -------- |
|      | Fabrizio Ferraresi    | Triathlon Team Arona       | 00:22:55 | 01:07:52 | 00:32:34 | 02:03:21 |
|      | Maurizio De Benedetti | Torino Triathlon           | 00:21:25 | 01:09:15 | 00:33:33 | 02:04:13 |
|      | Klaus Runer           | Läufer Club Bozen          | 00:26:06 | 01:09:28 | 00:33:56 | 02:09:30 |
| 4    | Gianpietro De Faveri  | Silca Ultralite            | 00:21:21 | 01:11:22 | 00:37:29 | 02:10:12 |
| 5    | Marco Salamon         | Forze Armate Triathlon     | 00:26:08 | 01:09:54 | 00:34:25 | 02:10:27 |
| 6    | Alessandro Ridolfi    | Happidea Triathlon         | 00:24:32 | 01:11:53 | 00:34:42 | 02:11:07 |
| 7    | Gianluca Calfapietra  | Forze Armate Triathlon     | 00:24:17 | 01:13:14 | 00:34:08 | 02:11:39 |
| 8    | Giovanni Strazzer     | Cicli Grandis              | 00:28:18 | 01:09:05 | 00:35:01 | 02:12:24 |
| 9    | Stefano Biazzi        | Galileo Triathlon          | 00:25:10 | 01:12:43 | 00:34:48 | 02:12:41 |
| 10   | Vanny Favotto         | Silca Ultralite            | 00:22:44 | 01:14:21 | 00:36:11 | 02:13:16 |
| 11   | Emiliano Innocenti    | Lazio Triathlon            | 00:24:54 | 01:13:04 | 00:36:14 | 02:14:12 |
| 12   | Fabio Roncaglia       | Forze Armate Triathlon     | 00:28:08 | 01:13:01 | 00:33:41 | 02:14:50 |
| 13   | Vittorio Micotti      | Triathlon Team Arona       | 00:26:55 | 01:14:45 | 00:34:42 | 02:16:22 |
| 14   | Stefano Zenti         | Verona '85 Triathlon       | 00:25:42 | 01:17:54 | 00:32:53 | 02:16:29 |
| 15   | Kurt Nocker           | Läufer Club Bozen          | 00:28:21 | 01:10:51 | 00:37:35 | 02:16:47 |
| 16   | Federico Girasole     | Arcoveggio                 | 00:28:32 | 01:14:29 | 00:34:14 | 02:17:15 |
| 17   | Piergiorgio Pierobon  | RAS Triathlon              | 00:26:21 | 01:16:17 | 00:34:44 | 02:17:22 |
| 18   | Andrea Merlatti       | Galileo Triathlon          | 00:26:48 | 01:14:29 | 00:36:15 | 02:17:32 |
| 19   | Andrea Palmieri       | Azzurra Plusport           | 00:28:41 | 01:14:01 | 00:34:50 | 02:17:32 |
| 20   | Giovanni Andreotti    | Tri. Rari Nantes Marostica | 00:24:20 | 01:18:51 | 00:34:44 | 02:17:55 |

### Élite donne
| Pos. | Atleta             | Società sportiva        | Nuoto    | Bici     | Corsa    | Totale   |
| ---- | ------------------ | ----------------------- | -------- | -------- | -------- | -------- |
|      | Silvia Riccò       | Galileo Triathlon       | 00:25:01 | 01:21:37 | 00:36:57 | 02:23:35 |
|      | Mirella Gandellini | Zeppelin Triathlon Team | 00:27:58 | 01:19:41 | 00:37:15 | 02:24:54 |
|      | Alma Chierici      | Galileo Triathlon       | 00:28:29 | 01:20:40 | 00:38:45 | 02:27:54 |
| 4    | Daniela Locarno    | Silca Ultralite         | 00:27:16 | 01:21:30 | 00:42:30 | 02:31:16 |
| 5    | Monica Tardo       | Il Clubino Palermo      | 00:28:40 | 01:24:52 | 00:38:25 | 02:31:57 |
| 6    | Elena Mauri        | Triathlon Team Arona    | 00:26:12 | 01:28:45 | 00:39:55 | 02:34:52 |
| 7    | Roberta Gasparini  | Pettinelli Triathlon    | 00:33:12 | 01:23:48 | 00:40:26 | 02:37:26 |
| 8    | Paola Lenzi        | Silca Ultralite         | 00:33:44 | 01:24:48 | 00:42:38 | 02:41:10 |
| 9    | Nadia Da Ros       | Silca Ultralite         | 00:24:52 | 01:34:28 | 00:47:36 | 02:46:56 |
| 10   | Luisa Cimadon      | Triathlon Trentino      | 00:38:55 | 01:40:15 | 00:49:45 | 03:08:55 |